# Balgachernes occultus
 (décembre 2019).
Genre
Espèce
Balgachernes occultus, unique représentant du genre Balgachernes, est une espèce de pseudoscorpions de la famille des Chernetidae.

## Distribution
Cette espèce est endémique d'Australie-Occidentale. Elle se rencontre dans les monts Darling et Stirling.

## Description
Les femelles mesurent de 2,11 à 3,76 mm.

## Publication originale
- Harvey, 2018 : Balgachernes occultus, a new genus and species of pseudoscorpion (Pseudoscorpiones: Chernetidae) associated with balga (Xanthorrhoea preissii) in south-western Australia, with remarks on Austrochernes and Troglochernes. Records of the Western Australian Museum, vol. 33, no 1, p. 115-130 (texte intégral).